# Out of the Shadows (film, 1916)
Pour les articles homonymes, voir Out of the Shadows.
Pour plus de détails, voir Fiche technique et Distribution.
Out of the Shadows est un film muet américain réalisé par Burton L. King, sorti en 1916.

## Fiche technique
- Titre : Out of the Shadows
- Réalisation : Burton L. King
- Scénario :
- Photographie :
- Producteur : William Selig
- Société de production : Selig Polyscope Company
- Sociétés de distribution : General Film Company
- Pays de production :  États-Unis
- Langue : Anglais
- Métrage : 750 m
- Format : Noir et blanc — 35 mm — 1,33:1 — Muet
- Genre : Film dramatique
- Durée : 22 minutes
- Date de sortie : 
  - États-Unis : 23 octobre 1916

## Distribution
- Robyn Adair : Frank Lloyd
- Eugenie Forde : Mme Frank Lloyd
- Leo Pierson : Paul Lord
- Virginia Kirtley : Flora Ruhl
- Louella Maxam (en) : Rose Morton
- Ed Brady : George Reese